# فوران آتشفشان و سونامی ۲۰۲۲ (میلادی) هونگا تونگا
آتش فشان و سونامی هونگا تونگا  (انگلیسی: 2022 Hunga Tonga eruption and tsunami) یک رخداد فوران بزرگ آتش فشانی است که از ۱۴ ژانویه ۲۰۲۲ در منطقه هونگا تونگا در کشور تونگا در اقیانوس آرام آغاز شده است. دهانه این آتشفشان زیر سطح اقیانوس قرار دارد و در ۱۴ ژانویه ستونی از خاکستر و بخار آب به ارتفاع ۲۰ کیلومتر با یک صدای انفجار شدید از آن متصاعد شد. سپس در ساعت ۱۷:۰۰ (وقت محلی) روز ۱۵ ژانویه انفجار بزرگتری رخ داد و قارچی از ابر به شعاع ۱۳۰ کیلومتر تشکیل شد و سونامی سواحل کشورهای ساحلی اقیانوس آرام را در نوردید. آتش فشانی با این شدت معمولا هر هزار سال یک بار در این منطقه رخ می دهد.
این آتشفشان احتمالا بزرگترین آتشفشان سده ۲۱ تا این زمان و شدیدترین انفجار آتشفشانی از زمان فوران کوه پیناتوبو (۱۹۹۱) بوده است.

## فعالیت آتشفشانی

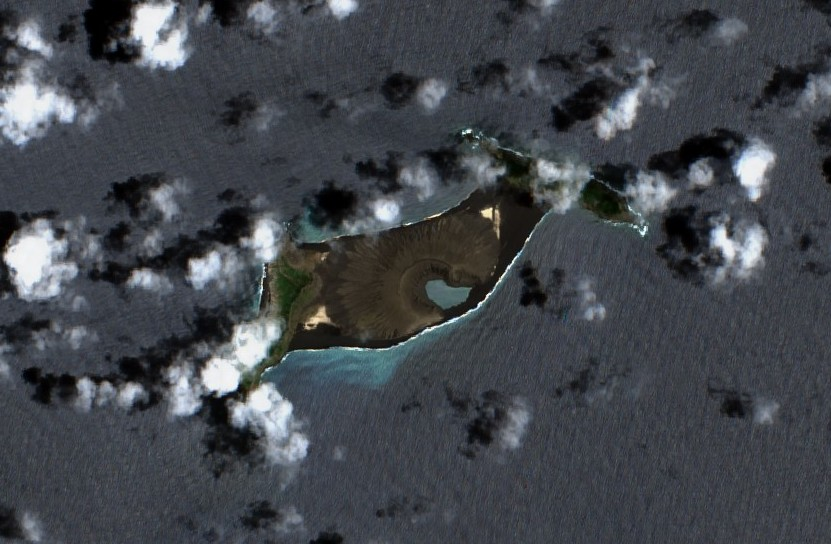
هونگا تونگا در دسامبر ۲۰۲۱

پس از اینکه از سال ۲۰۱۴ نیمه فعال بود، آتشفشان هونگا تونگا در ۲۹ آذر ۱۴۰۰ فوران کرد و  ذرات آن به استراتوسفر فرستاده شد.  توده بزرگی از خاکستر از نوکوآلوفا، پایتخت تونگا، در حدود ۷۰ کیلومتری آتشفشان قابل مشاهده بود.  در نتیجه، یک اطلاعیه مشورتی به خطوط هوایی ارسال شد. این فوران اولیه در ساعت ۰۲:۰۰ روز ۳۰ آذر ۱۴۰۰ به پایان رسید. فعالیت آتشفشانی ادامه یافت و در ۴ دی ۱۴۰۰، اندازه جزیره در تصاویر ماهواره ای افزایش یافت.  فعالیت در جزیره کاهش یافت و در ۲۱ دی ۱۴۰۰ غیر فعال اعلام شد.
یک فوران بزرگ در ۲۴ دی ۱۴۰۰ شروع شد و ابرهای خاکستر را به ۲۰ کیلومتری جو فرستاد. دولت تونگا به ساکنان هشدار سونامی صادر کرد. زمین شناسان تونگانی در نزدیکی آتشفشان، انفجارها و یک ستون خاکستر به عرض ۵ کیلومتر را مشاهده کردند.
فوران بسیار بزرگتر آن روز در ساعت ۱۷:۱۵ به وقت محلی آغاز شد. اخطار مشورتی دیگری برای شرکت های هواپیمایی صادر شد. خاکستر حاصل از فوران در جزیره اصلی تونگاتاپو فرود آمد و جلوی نور خورشید را گرفت. انفجارهای مهیبی در ۶۵ کیلومتری نوکوآلوفا شنیده شد و سنگ‌های کوچک و خاکستر از آسمان بارید. بسیاری از ساکنان تونگا هنگام تلاش برای فرار به مناطق مرتفع در ترافیک گیر کرده بودند.